# Vermont Progressive Party
Die Vermont Progressive Party (deutsch: Vermonts Progressive Partei) ist eine politische Partei in den Vereinigten Staaten, die ausschließlich im US-Bundesstaat Vermont tätig ist. Sie wurde 1999 gegründet und kann als sozialdemokratisch betrachtet werden. Sie ist mit sechs Abgeordneten im Repräsentantenhaus und mit drei Mandaten im Senat von Vermont vertreten. Damit ist sie eine der wenigen „Dritten Parteien“ der Vereinigten Staaten in einem Parlament eines Bundesstaates.

## Geschichte
Die Partei entstand aus den Unterstützern des unabhängigen Politikers und damaligen Bürgermeisters von Burlington, Bernie Sanders, heraus. Sanders war von 1991 bis 2007 Abgeordneter im Repräsentantenhaus der Vereinigten Staaten und ist seit 2007 Mitglied des US-Senats. Sanders, der sich selbst als Sozialist bezeichnet, ist jedoch nicht Mitglied der Progressive Party und sitzt in der Fraktion der Demokraten.
Einige von Sanders’ Anhängern bildeten die Progressive Coalition, um weitere unabhängige Politiker zu unterstützen. So wurde 1990 Terry Bouricius in das Repräsentantenhaus Vermonts gewählt. 1999 wurde schließlich formal die Progressive Party gegründet.
Bei den Präsidentschaftswahlen 2000 nominierte die Progressive Party den Kandidaten der Grünen, Ralph Nader. 2004 konnte die Partei drei weitere Sitze im Repräsentantenhaus von Vermont erreichen, Stand Oktober 2012 verfügt sie über fünf Sitze im Haus. Daneben ist sie in mehreren kommunalen Verwaltungen vertreten.

## Programmatik
Die Progressive Partei vertritt eine sozialdemokratische Politik. Die Partei setzt sich unter anderem für eine Bürgerversicherung in der Krankenversicherung ein. Weiters setzt sich die Partei für die Förderung erneuerbarer Energien und einen Atomausstieg ein. Die Partei ist pazifistisch eingestellt und lehnt Erstschläge des US-Militärs ab. Sie unterstützt die Rechte Homosexueller und war an der Einführung der gleichgeschlechtlichen Ehe in Vermont maßgeblich beteiligt. Die Partei setzt sich für einen Mindestlohn sowie für die Dezentralisierung der Wirtschaft ein.